# Neoraja iberica
Neoraja iberica (лат.) — вид хрящевых рыб семейства ромбовых скатов отряда скатообразных. Обитают в субтропических водах северо-восточной части Атлантического океана. Встречаются на глубине до 679 м. Их крупные, уплощённые грудные плавники образуют диск в виде ромба. Максимальная зарегистрированная длина 32,7 см. Откладывают яйца. Не являются объектом целевого промысла.

## Таксономия
Впервые вид был научно описан в 2008 году. Голотип представляет собой половозрелого самца длиной 32,2 см, пойманного у берегов Португалии (36°05′ с. ш. 7°44′ з. д.) на глубине 558—531 м. Паратипы: взрослая самка длиной 31,4 см, взрослые самцы длиной 31,5—32,7 см, неполовозрелые и молодые самки (11,2—25,3 см), и неполовозрелые и молодые самцы (18,3—27 см) пойманные в водах Португалии и Кадисском заливе на глубине 172—679 м.

## Ареал
Эти батидемерсальные скаты обитают у побережья Португалии и Испании. Встречаются в верхней части материкового склона на глубине 172—679 м. Предпочитают илистый и песчаный грунт. Для их среды обитания характерна температура 12,8—14 °C и солёность 36,18—37,2 ‰.

## Описание
Широкие и плоские грудные плавники этих скатов образуют диск в виде перевёрнтого сердечка, ширина диска больше длины. На вентральной стороне диска расположены 5 жаберных щелей, ноздри и рот. На тонком хвосте вдоль задней половины или трети пролегают латеральные складки. У этих скатов 2 редуцированных спинных плавника и редуцированный хвостовой плавник. Дорсальная поверхность охряного, серо-коричневого или тёмно-коричневого цвета. У молодых особей задняя часть лопастей брюшных плавников покрыта многочисленными тёмно-коричневыми пятнышками и несколькими парными белыми отметинами. У взрослых скатов эти пятнышки сливаются в крупные симметрично расположенные тёмные отметины. Рыло с коротким треугольным выступом, образует угол 119—145°. Длина переднего края лопастей брюшных плавников равна 3/4 длины заднего края. Хвост длиннее диска (около 62 % длины). Вдоль края каждой орбиты в ряд выстроены до 13 шипов. Рыло очень короткое. В затылочной области имеется срединный ряд из 2—7 колючек, а также по 0—4 колючки на каждом плече. Вдоль диска и хвоста пролегает срединный ряд шипов, обрываясь примерно на 2/3 длины хвоста и не достигая первого спинного плавника. Дорсальная поверхность плотно покрыта дермальными шипиками. Вентральная сторона гладкая, за исключением колючей полосы на хвосте.
Максимальная зарегистрированная длина 32,7 см.

## Биология
Эти скаты размножаются, откладывая яйца. Наименьшая длина новорождённого 5,5 см.

## Взаимодействие с человеком
Эти скаты не являются объектом целевого промысла. Попадаются в качестве прилова. Пойманных скатов выбрасывают за борт. Международный союз охраны природы оценил охранный статус вида как «Вызывающий наименьшие опасения».